# U-803
 U-803  — немецкая подводная лодка типа IXC/40, времён Второй мировой войны. 
Заказ на постройку субмарины был отдан 7 декабря 1940 года. Лодка была заложена 30 июня 1942 года на верфи судостроительной компании «Seebeck» в Бремене под строительным номером 361, спущена на воду 1 апреля 1943 года, 7 сентября 1943 года под командованием капитан-лейтенанта Карла Шимпфа вошла в состав учебной 4-й флотилии. Лодка не совершала боевых походов. Подорвалась на мине и затонула 27 апреля 1944 года в Балтийском море, неподалёку от Свинемюнде, в районе с координатами 53°55′ с. ш. 14°17′ в. д.. 9 человек погибло, 35 выжило. 